# Konurbáció

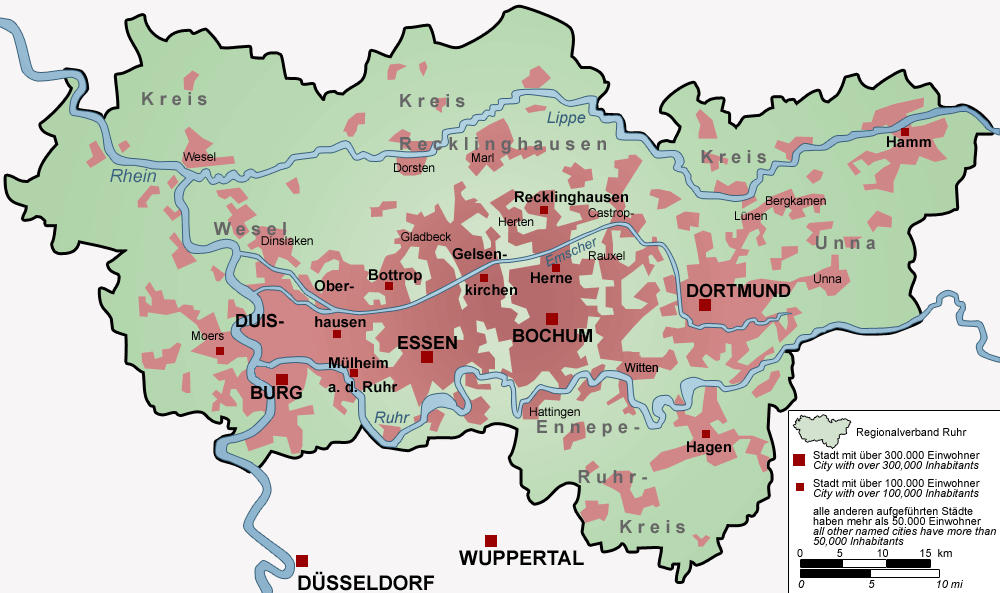
A Ruhr-vidék egybefüggő városi területei

Konurbáció a németországi Észak-Rajna-Vesztfália tartományban

A konurbáció  több település által alkotott olyan városi terület, ahol a lakosszám növekedése és a beépített területek ebből fakadó bővülése miatt a települések fizikai határai elmosódnak, és összefüggő beépített területet alkotnak.
A konurbáció lehet egy központú, de gyakran két vagy több centrumtelepüléssel rendelkezik. A konurbáció legismertebb példája a Ruhr-vidék, ahol több mint 5 millió ember él közel 30 településen, melyből 15-nek a lakosszáma eléri a 100 000 főt.
Mára az urbanizációs folyamatok korai szakaszával ellentétben a konurbációnak egy új, a kereskedelem által generált változata alakult ki. Ezekben az esetekben az egyes települések lakóterületei gyakran nem kapcsolódnak, ám a városszéli bevásárlóközpontok, illetve egyéb szolgáltató létesítményeknek köszönhetően a beépített terület egy nagy egészet alkot. Hasonló jelenségek figyelhetők meg a magyar nagyvárosok környezetében és bizonyos iparvidékeken is.

## Ismertebb konurbációk
- Bajalta California, Amerikai Egyesült Államok
- Berlin, Németország
- Delhi, India
- Felső-Szilézia,Lengyelország
- Gran Buenos Aires, Argentína
- Nagy-Dublin, Írország
- Helsinki, Finnország
- Nagy-London, Egyesült Királyság
- Greater Toronto Area, Kanada
- Hármasváros, Lengyelország
- Hongkong,
- Metro Manila, Fülöp-szigetek
- Osaka-Kobe-Kyoto, Japán
- Oslo, Norvégia
- Randstad, Hollandia
- Rajna-Ruhr-vidék, Németország
- San Francisco Bay Area, Amerikai Egyesült Államok
- São Paulo, Brazília
- Stockholm, Svédország
- West Midlands, Egyesült Királyság
- Tokió, Japán

## Magyarországi példák konurbációra
- A Balaton déli partja (60 251 fő)
- Esztergom, Dorog, Tokodaltáró, Tokod és Tát (56 018 fő)
- Kazincbarcika, Berente és Sajószentpéter (43 258 fő)
- Hajdúhadház és Téglás (19 274 fő)
- Nyergesújfalu és Lábatlan (12 775 fő)
- Gödöllő, Szada, Veresegyház, Erdőkertes, Őrbottyán, Vácrátót (73 500 fő)
- Aszód, Iklad, Domony, Bag, Hévízgyörk, Galgahévíz, Tura (27 300 fő)
- Kismaros és Verőce (mikrokonurbáció)
- Bükkszenterzsébet, Tarnalelesz és Szentdomonkos (mikrokonurbáció)